# رئوس مطالب هنرهای تجسمی

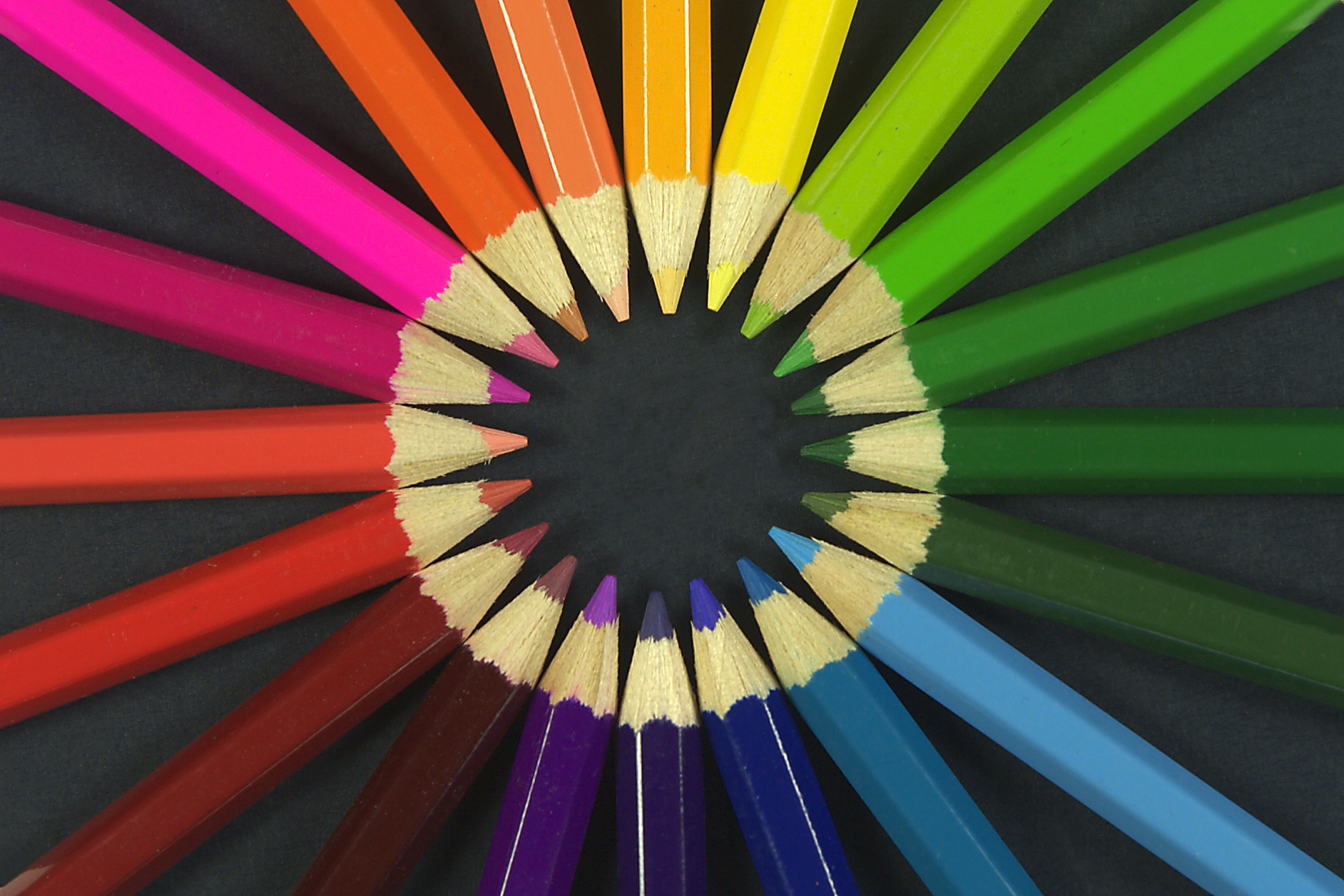
رنگ از جنبه‌های مهم بسیاری از هنرهای تجسمی است.

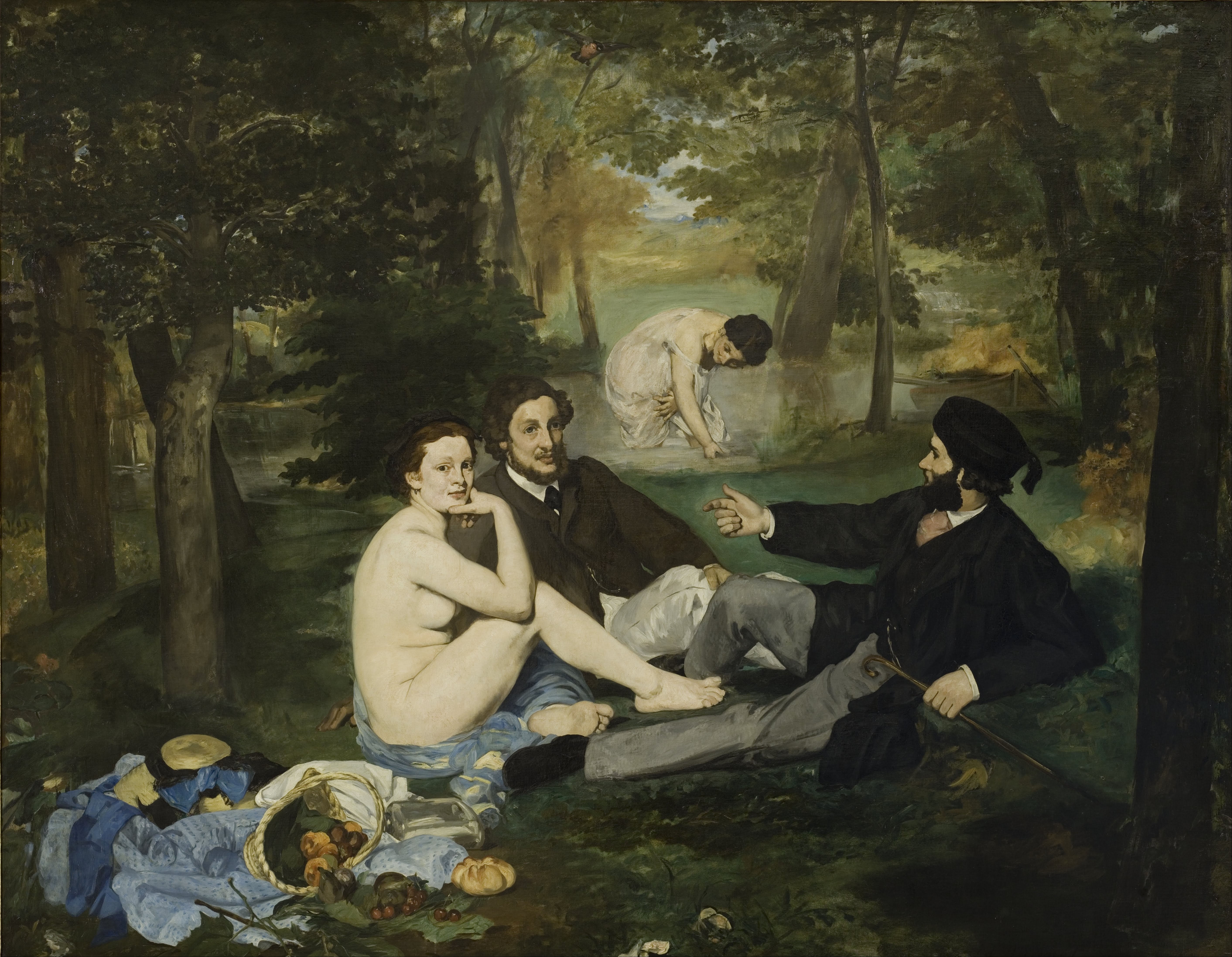
ناهار در چمنزار از ادوار مانه.

در زیر طرحی کلی به عنوان یک مرور کلی و راهنمایی موضوعی برای هنرهای تجسمی ارائه شده‌است:
هنرهای تجسمی یا هنرهای بصری،‌ دسته‌ای از فرم‌های هنری از جمله نقاشی، مجسمه‌سازی، عکاسی، چاپ دستی و مانند آن‌ها است که عمدتاً بر ایجاد آثار هنری تمرکز دارند که در ذات خود قابل دیدن هستند. هنرهای تجسمی از قبیل مجسمه‌سازی و معماری که به تولید اشیاء سه بعدی می‌پردازند به عنوان هنرهای پلاستیک شناخته می‌شوند. در حال حاضر از اصطلاح هنرهای تجسمی برای هنرهای زیبا و همچنین صنایع دستی نیز استفاده می‌شود، اما همیشه چنین نبوده‌ است.

## انواع هنرهای تجسمی
- انیمیشن
- تایپوگرافی
- تصویرسازی
- فیلم سه بعدی
- چاپ
  - اِچینگ
  - چاپ‌سنگی
  - چاپ سیلک
- خوش‌نویسی
- شی پیدا شده
- رسامی
- طراحی به عنوان فعل: اشاره به روند نشات گرفتن و توسعه یافتن یک طرح برای یک شی جدید (از قبیل ماشین آلات، ساختمان، محصولات و غیره). به عنوان اسم: برای طرح یا پیشنهاد نهایی (ترسیم، مدل‌سازی یا سایر شیوه‌های توضیح بصری) یا همچنین نتیجه اجرای این طرح یا پیشنهاد (جسم تولید شده) استفاده می‌شود.
  - طراحی صنعتی
  - طراحی مد
  - طراحی باغ
  - طراحی گرافیک
  - طراحی گرافیک حرکت
  - طراحی وب سایت، ایجاد و نگهداری وب سایت
- عدم اختلاط رنگ‌ها
- عکاسی
- فیلم‌سازی
- کارتون
- کمیک
- کولاژ
- مجسمه‌سازی
- معماری فرایند و محصول برنامه‌ریزی طراحی و ساخت. آثار معماری در شکل ساختمان‌ها، اغلب به عنوان نمادهای فرهنگی و سیاسی و اثر هنری.
- نقاشی
- نقاشی آمیخته
- نوشتن بی‌معنا
- نقاشی دیواری
- هنر اینترنتی
- هنر پُست
- هنر چیدمان
- هنر زمین
- هنر سرامیک
- هنر مفهومی
- هنر ویدئویی
- هنر مفهومی
- هنرهای تزئینی
- هنر و صنایع دستی

## تاریخ هنرهای تجسمی
- تاریخچه انیمیشن
- جنبش هنر و صنایع دستی
- تاریخچه سرامیک هنر
- تاریخچه کمیک
- تاریخچه هنر مفهومی
- تاریخچه هنرهای تزئینی
- تاریخچه نقشه‌کشی
- تاریخچه طراحی مد
- تاریخچه فیلم
- تاریخچه گرافیتی
- تاریخچه تصویرسازی
- تاریخچه هنر چیدمان
- تاریخچه نقاشی آمیخته
- تاریخچه نقاشی
- تاریخچه عکاسی
- تاریخچه مجسمه‌سازی
- تاریخچه هنر ویدئو
- تاریخچه چاپ
  - تاریخچه قلم زنی
  - تاریخچه چاپ سنگی
  - تاریخچه چاپ سیلک

## عناصر هنر
عناصر هنر – شکل، فرم، ارزش، خط، رنگ، فضا و بافت
- شکل – منطقه تعریف شده توسط لبه‌ها
- فرم – درک حجم یا بعد
- ارزش – استفاده از روشنایی (رنگ یا سفید) و تاریکی (سایه یا سیاه) در یک اثر هنری
- خط – مستقیم یا منحنی نشانه‌های فاصله بین دو نقطه. برای مثال هنر خطی را ببینید.
- رنگ – نور قابل توجه یک شی که به چشم منعکس شده‌است.
  - خواص رنگ
    - فام – قرمز و زرد و آبی و سبز و غیره.
    - شدت
    - ارزش (روشنایی)
- فضا – منطقه‌ای که یک هنرمند برای یک هدف خاص فراهم می‌کند. فضا شامل پس زمینه و پیش زمینه و میان آن‌ها است که اشاره به فاصله یا منطقه(ها) در اطراف و درون چیزهاست.
- بافت – احساس سه بعدی که در واقع با لمس یا دیدن یک اثر دو بعدی «احساس» می‌شود.

## مفاهیم کلی هنرهای تجسمی
- کلکسیون شخصی
- نگارخانه
- کارتون
- تکه‌چسبانی
- Composition
- هنر معاصر
- حق تکثیر
- هنرهای تزئینی
- اثر اشتقاقی
- طراحی
- Found object
- Giclée
- طراحی گرافیک
- تصویرسازی
- نقاشی آمیخته
- ModulArt
- رنگ نقاشی
- قلم‌مو
- Portraiture
- چاپ فشاری
- Old master print
- Sketchbook